# Bentley Continental GT
Bentley Continental GT – samochód sportowy klasy wyższej produkowany pod brytyjską marką Bentley od 2003 roku. Od 2018 roku produkowana jest trzecia generacja modelu.

## Pierwsza generacja

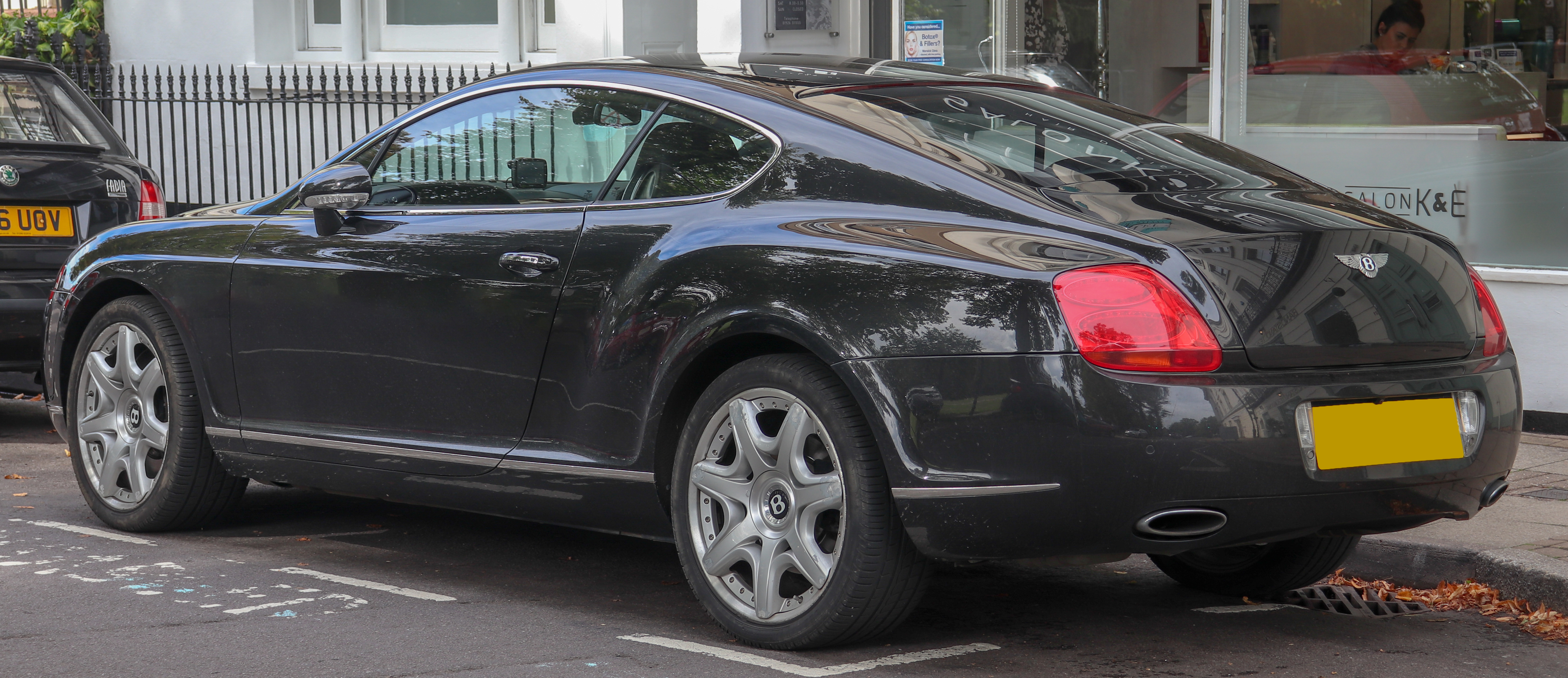
Bentley Continental GT I – tył

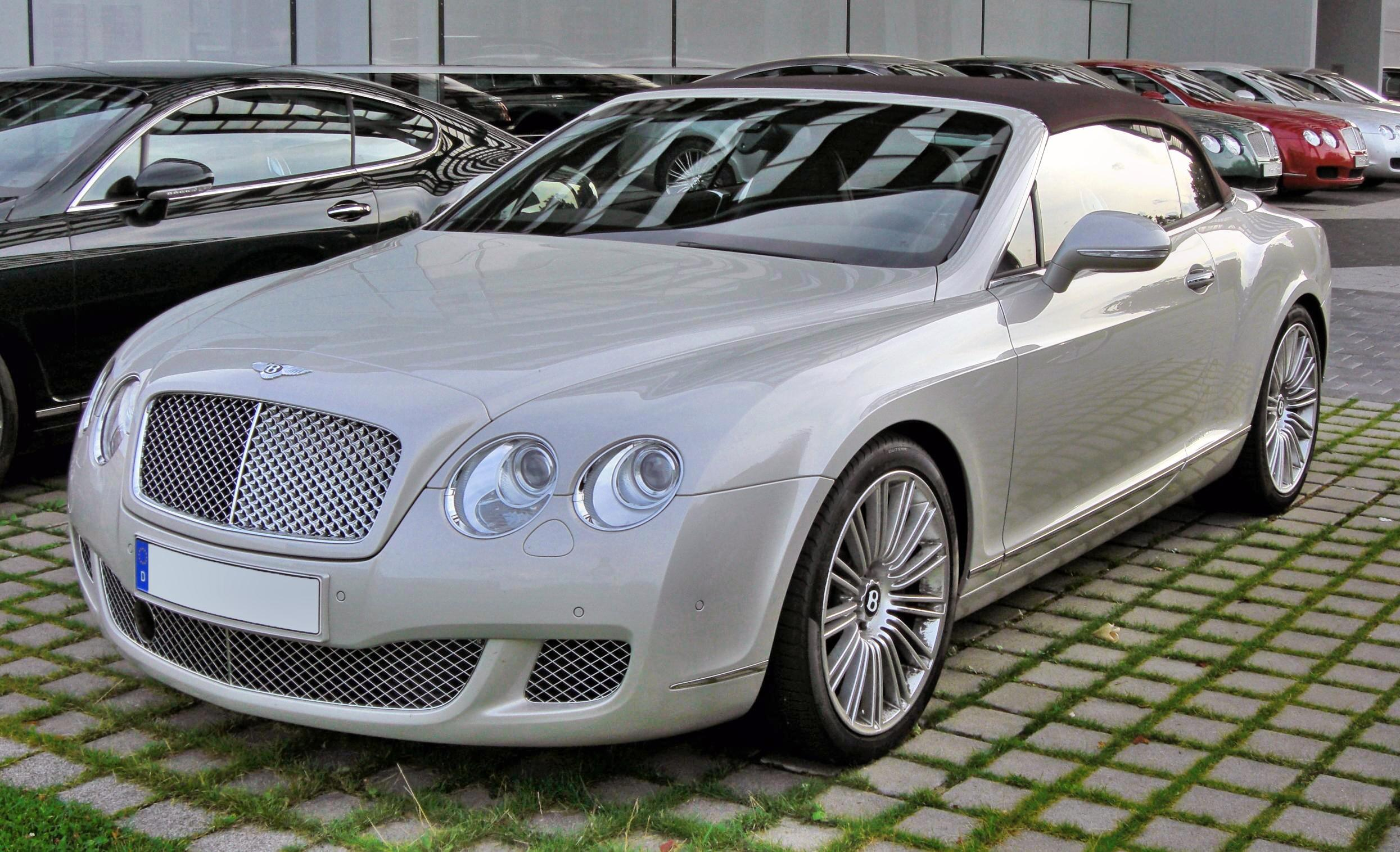
Bentley Continental GTC Speed I

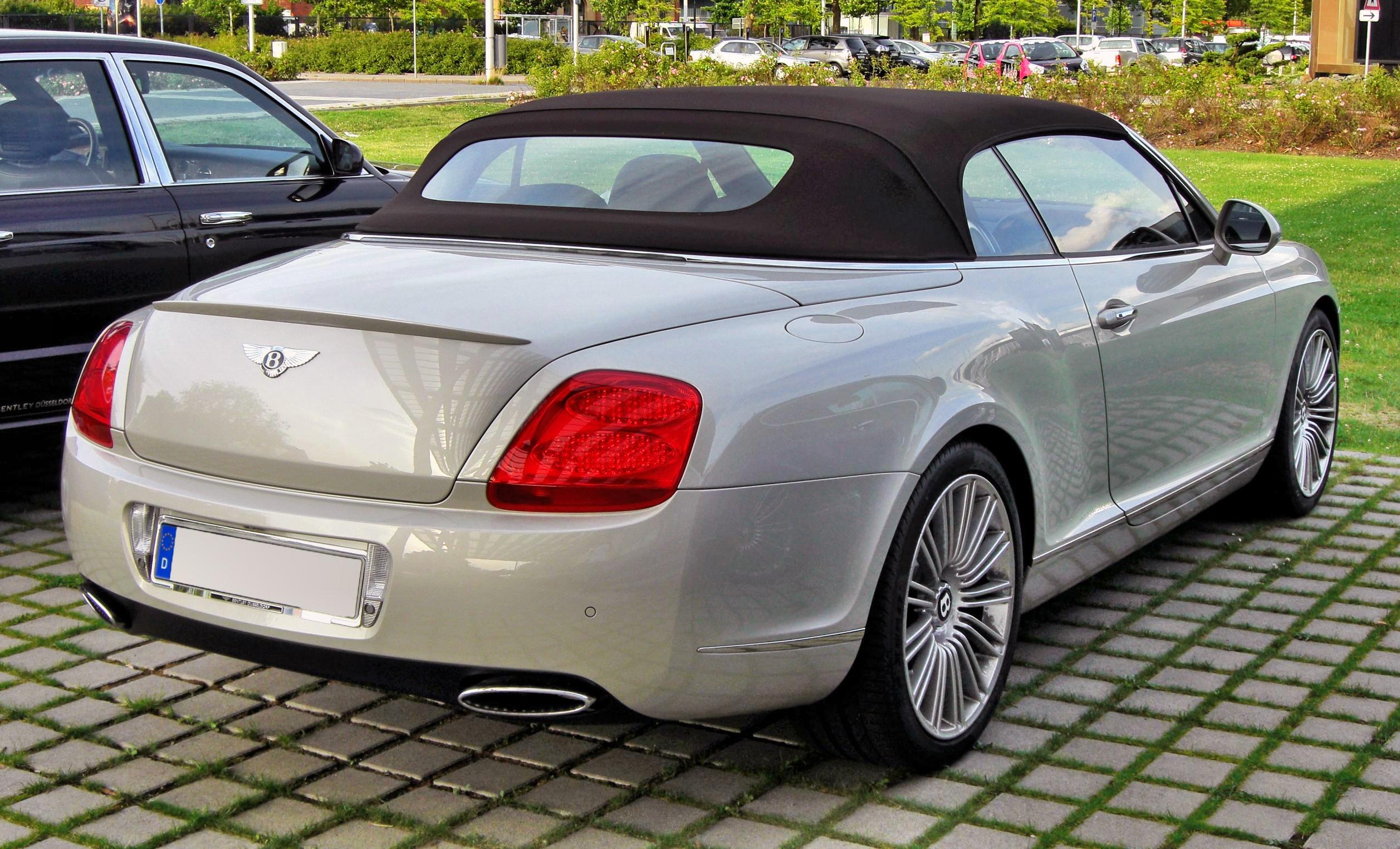
Bentley Continental GTC Speed I – tył

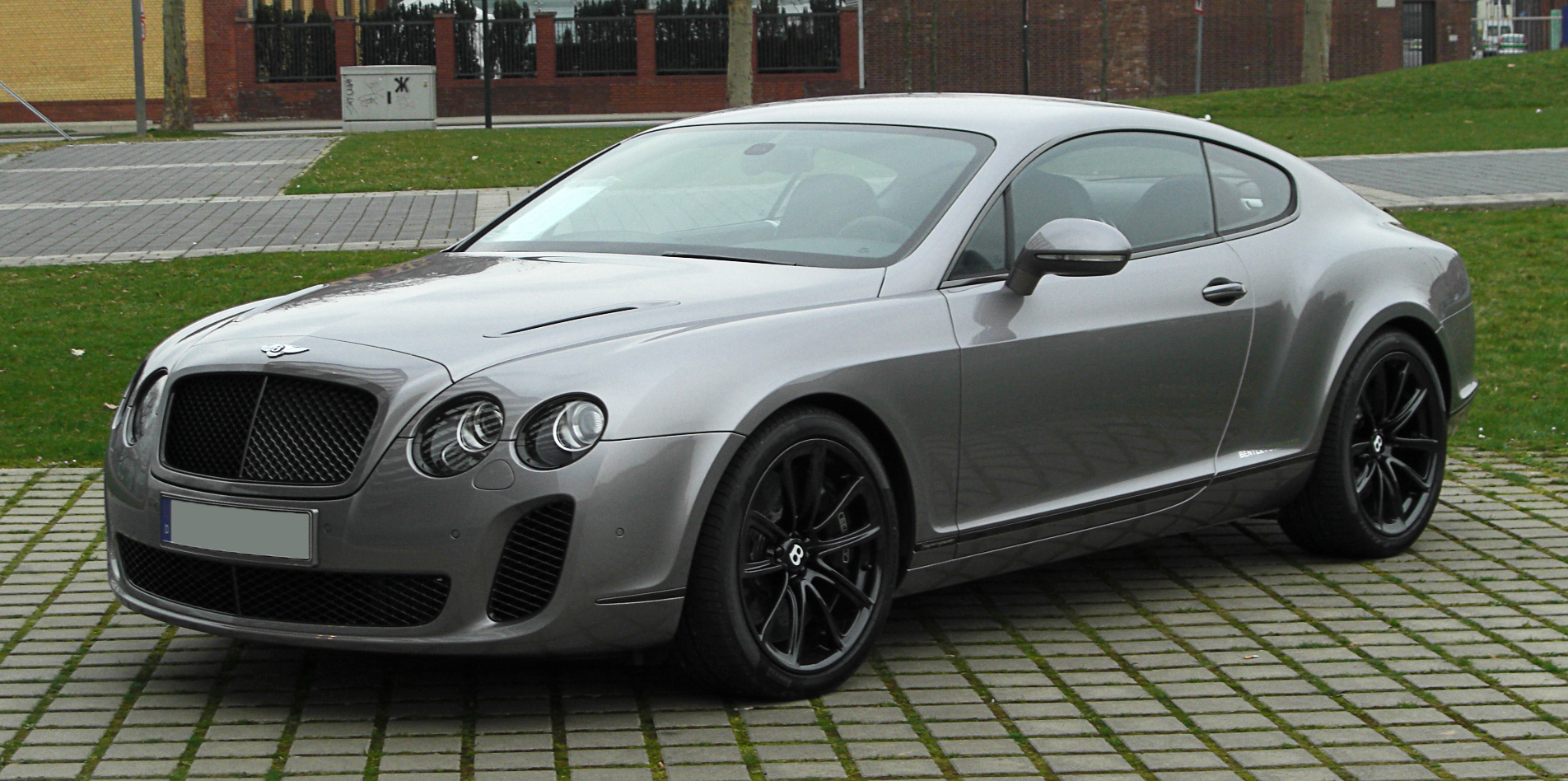
Bentley Continental I Supersports

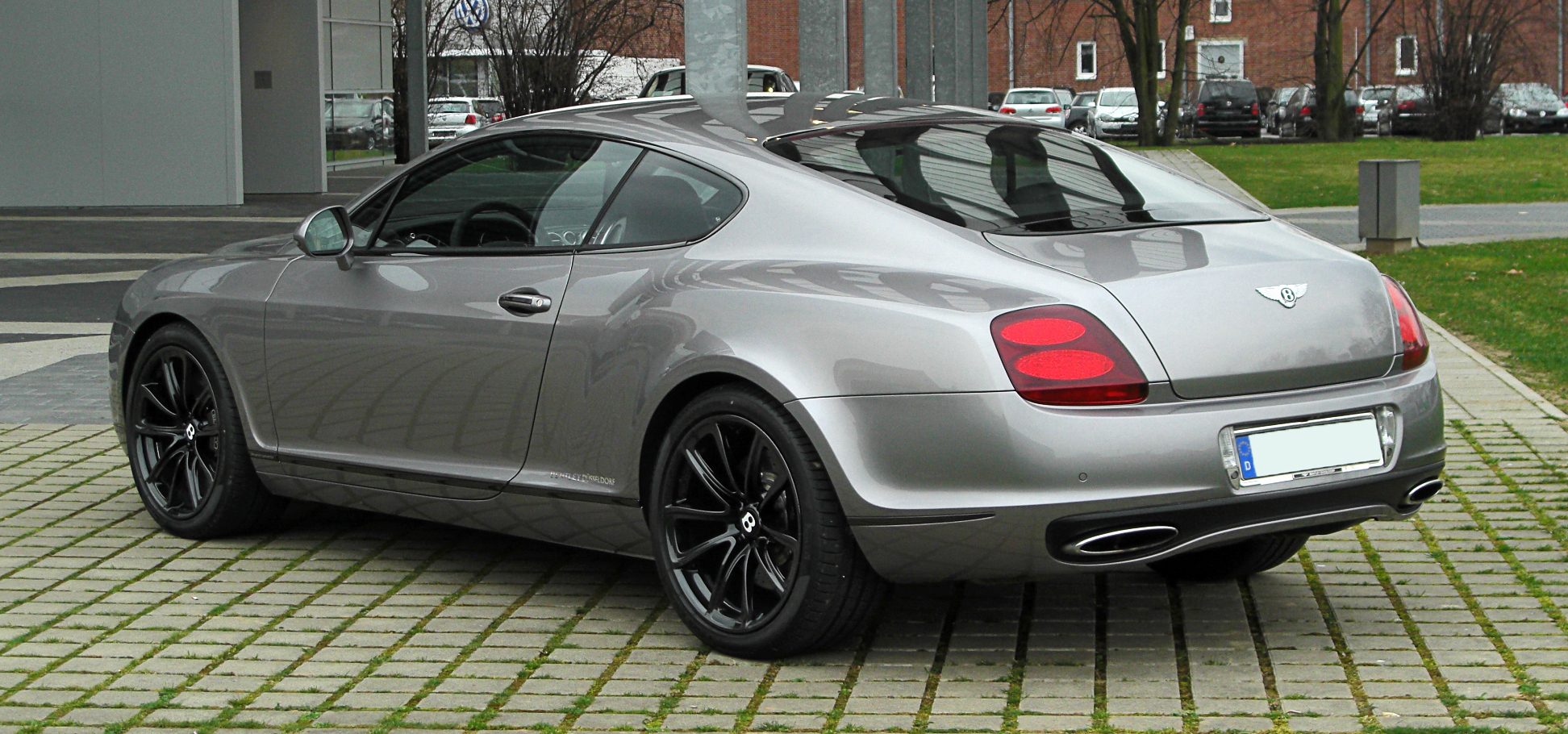
Bentley Continental I Supersports – tył

Bentley Continental GT I został zaprezentowany po raz pierwszy w 2002 roku.
Prace rozwojowe nad Continentalem GT pierwszej generacji rozpoczęły się już po przejęciu Bentleya przez koncern Volkswagen Group, będąc pierwszą konstrukcją w historii brytyjskiej firmy budowaną z wykorzystaniem niemieckiej technologii. Tuż po zakończeniu produkcji większego i bardziej luksusowego modelu Continental R, Bentley zdecydował się dalej używać tej nazwy na rzecz mniejszego i bardziej sportowego modelu z sufiksem „GT”. Samochód zaprezentowany został po raz pierwszy przed publicznością we wrześniu 2002 roku podczas międzynarodowych targów Paris Motor Show.
Bentley Continental GT pierwszej generacji powstał w oparciu o modułową płytę podłogową D1, na której oparty został także ściśle spokrewniony technologicznie Volkswagen Phaeton. Była to pierwsza całkowicie nowa konstrukcja Bentleya od pół wieku, odchodząca definitywnie od stale modernizowanej technologii z połowy lat 60. XX wieku. Za stylistykę Continentala GT odpowiedzialny był belgijski stylista Dirk van Braeckel, który zdecydował się radykalnie zerwać z dotychczaową estetyką Bentleya. Zamiast kanciastych, masywnych proporcji, samochód utrzymano w łagodnie zaokrąglonych, smukłych proporcjach, z łukowatymi przetłoczeniami i charakterystycznymi, poczwórnymi okrągłymi reflektorami. Kabina pasażerska została zaaranżowana w układzie 2+2, z zaakcentowaniem luksusowego wystroju  z typowym dla brytyjskiej firmy doborem materiałow wykończeniowych. Do wykonania samochodu wykorzystano m.in. wyselekcjonowane gatunki skóry oraz drewna.
Do napędu posłużyła jednostka W12 stosowana także w pokrewnych konstrukcjach Audi i Volkswagena. W momencie debiutu pierwszej generacji pojazdu, była to najmocniejsza jednostka kiedykolwiek zastooswana w seryjnym samochodzie Bentleya. Silnik składał się z czterech rzędów po trzy cylindry każdy, rozwartych pod kątem 15 ° i opartych na jednym wale głównym. Z pojemności 5998 cm³ dzięki dwóm turbosprężarkom KKK uzyskuje moc 560 KM i maksymalny moment obrotowy na poziomie 650 Nm. Rozwija maksymalną prędkość 318 km/h. Przyspiesza od 0 do 100 km/h w 4,8 s.
Początkowo ofertę nadwoziową rodziny modelowej Continentala GT tworzyła wyłącznie odmiana coupé ze smukłą, łągodnie opadacącą linią dachu. Zmianie uległo to we wrześniu 2005 roku, kiedy to zadebiutował Bentley Continental GTC. Odmiana kabriolet charakteryzowała się miękkim składanym dachem, a także m.in. ogrzewaną tylną szybą umieszczoną w składanej części.
W 2007 roku wprowadzono wersję GT Speed o mocy podniesionej do 610 KM i momencie obrotowym 750 Nm. Model ten osiągał prędkość maksymalną 326 km/h i rozpędza się od 0 do 100 km/h w 4,5 s.

### Continental Supersports

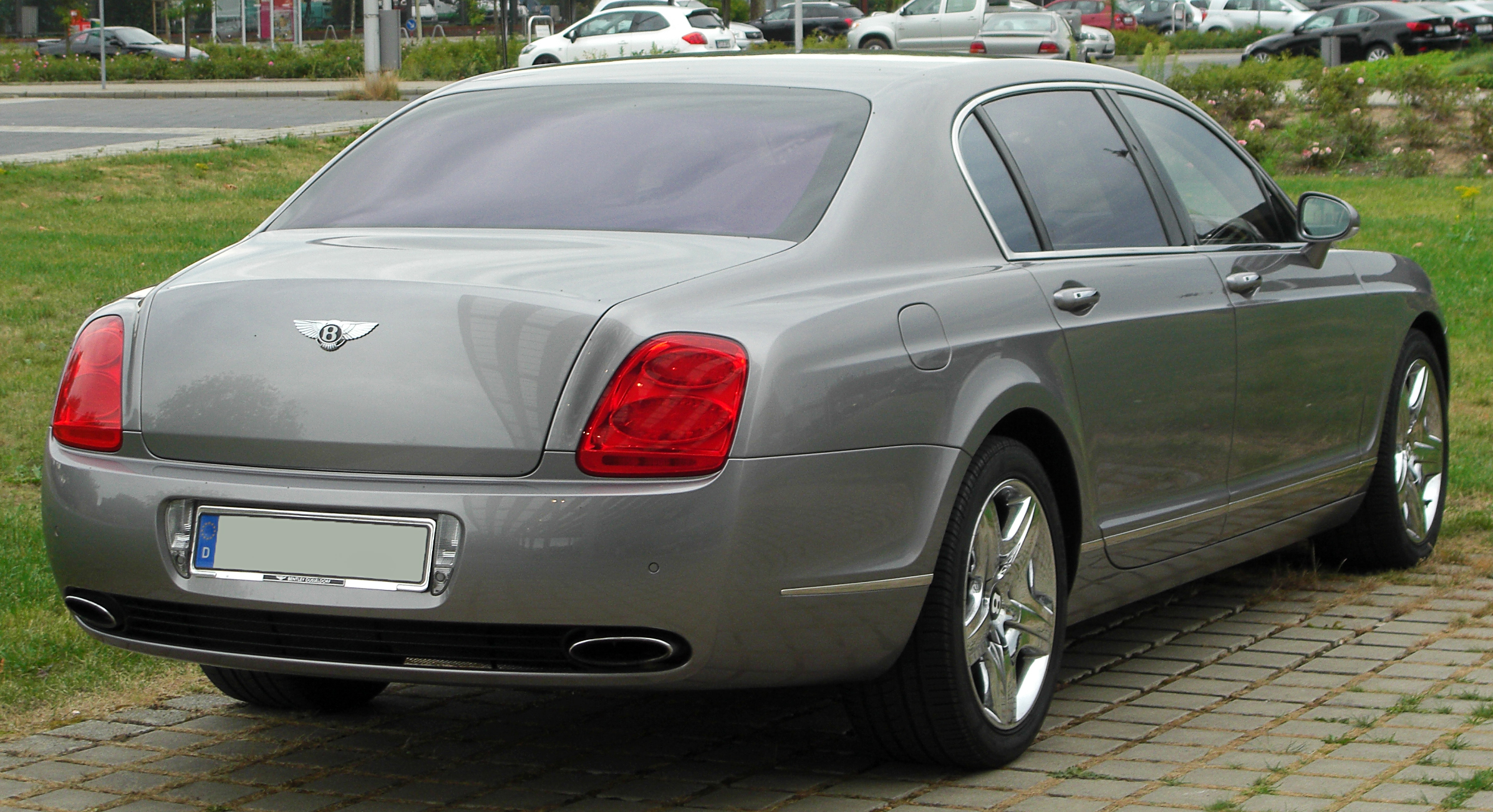
Bentley Continental Flying Spur

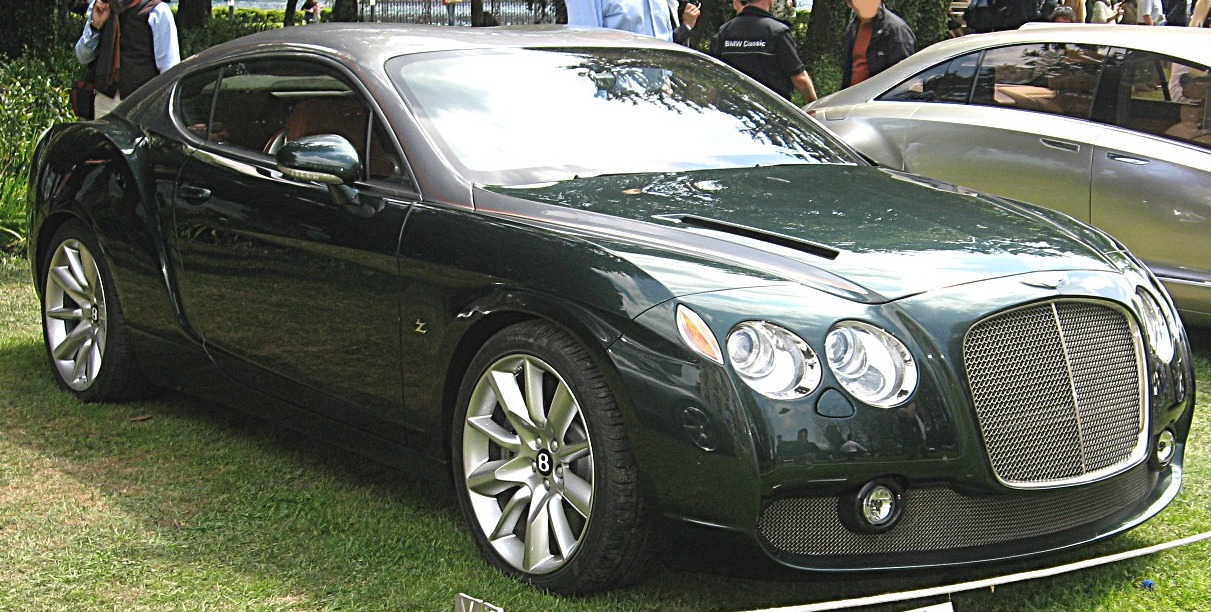
Bentley Continental GTZ

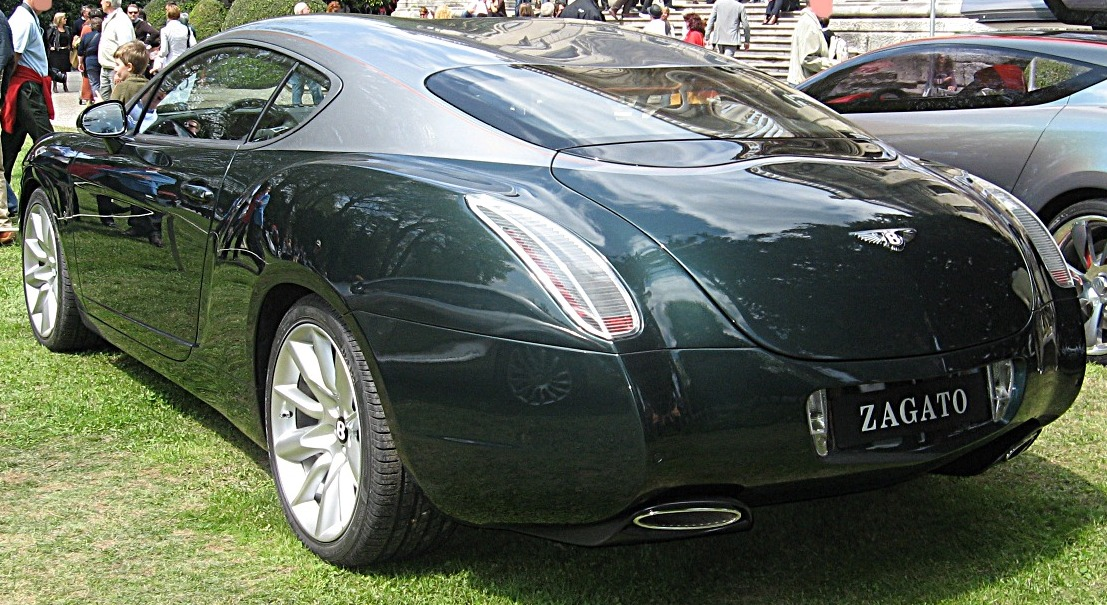
Bentley Continental GTZ – tył

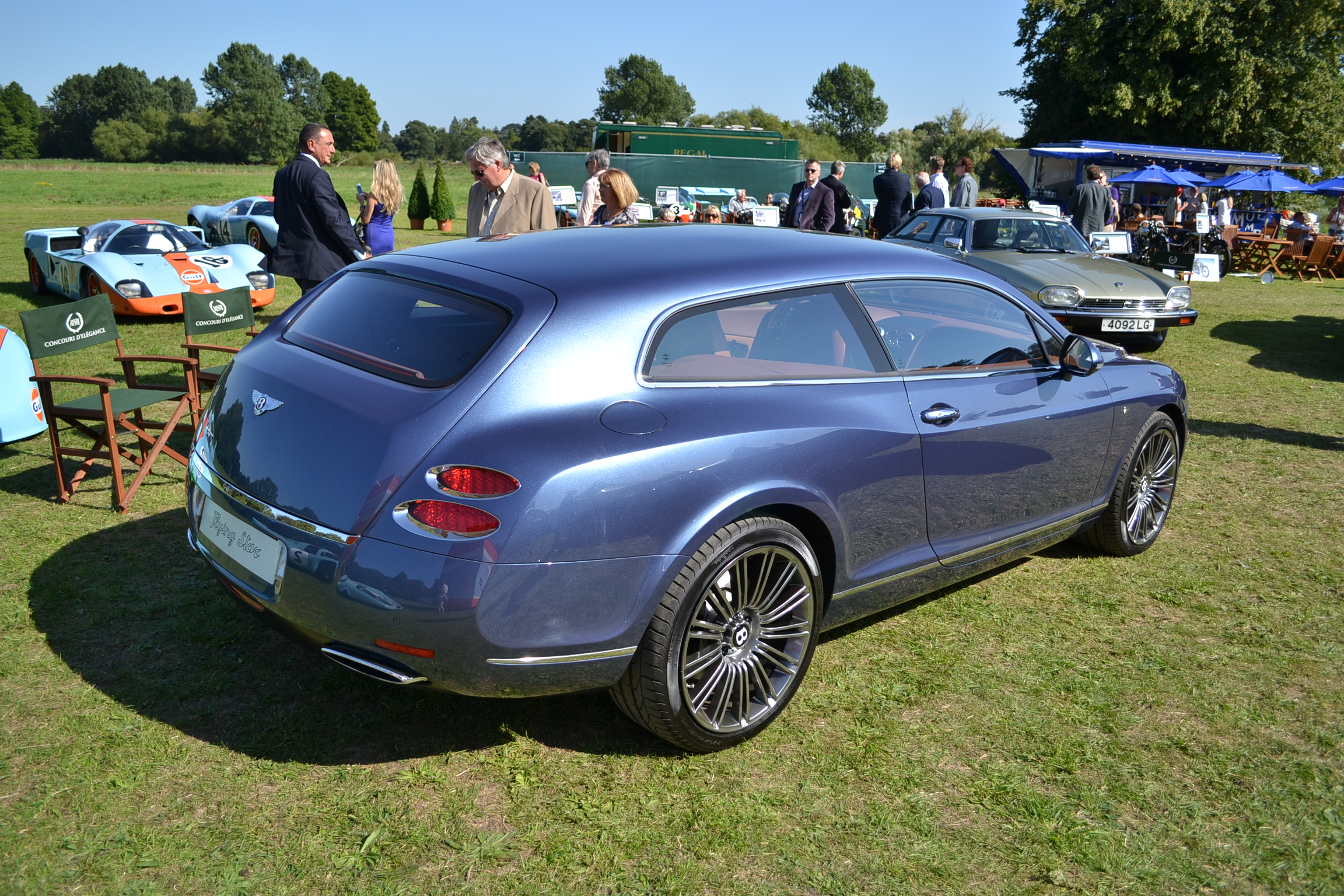
Bentley Continental Flying Star

W maju 2009 roku wprowadzono wersję GT Supersports, która wyróżniła się wyraźnymi zmianami wizualnymi na czele z większymi wlotami powietrza, ciemnymi wkładami reflektorów i lamp tylnych, zastąpieniem chromowanych akcentów czernią i powiększonym spojlerem tylnym wraz z dyfuzorem zderzaka. Do napędu wykrzystano z kolei mocniejszy silnik o mocy 630 KM (463 kW) przy 6000 obr./min. i momencie obrotowym 800 Nm przy 1700 obr./min. Samochód wyposażony został w 6-biegową automatyczną skrzynię biegów i osiąga prędkość maksymalną 329 km/h, od 0 do 100 km/h przyspieszając w 3,7 s. Średnie zużycie paliwa w cyklu mieszanym wyniosło 16,3 l/100 km. 

### Continental Flying Spur
W kwietniu 2005 roku podczas międzynarodowych targów samochodowych w Lipsku zadebiutowała oparta ściśle na Continentalu limuzyna o z dopiskiem Flying Spur w nazwie. Samochód wyróżnił się 4-drzwiowym nadwoziem, obszernym tylnym rzędem siedzeń, znacznie wydłużonym rozstawem osi, a także stopniowanym tyłem z wyraźnie zarysowaną bryłą bagażnika. Bentley zapoczątkował tym pojazdem nową linię modelową Flying Spur, która tylko w pierwszej generacji do 2013 roku nosiła w nazwie prefiks Continental.

### Continental GTZ
W połowie pierwszej dekady XXI wieku Bentley nawiązał współpracę ze słynnym włoskim studiem projektowo-wytwórczym Zagato, które na bazie Continentala GT opracowało specjalną, limitowaną serię o unikatowym projekcie stylistycznym. Bentley Continental GTZ zadebiutował podczas targów Geneva Motor Show w 2008 roku, jako bazę techniczną wykorzystując model Speed. Pod kątem stylitycznym włoska wariacja zyskała inna stylizację przedniej części nadwozia, z przeprojektowanym zderzakiem, charakterystycznymi kierunkowskazami na krawędziach błotników i większym, dominującym pas przedni wlotem powietrza. Największe modyfikacje przeszła tylna część nadwozia, która zyskała inaczej ukształtowany dach typu double-bubble z charakterystycznym wcięciem, a także wąskie srebrne lampy i szczpiczaste proporcje zwieńczenia nadwozia.
Produkcja Continentala GTZ odbywała się na zasadzie konwersji, modyfikując gotowe egzemplarze według projektu przygotowanego przez zespół projektowy Zagato. Włoska firma zbudowała łącznie 9 egzemplarzy samochodu. Choć egzemplarze trafiły do wyselekcjonowanego grona nabywców tworzonego m.in. przez kolekcjonerów, tak samochód z czasem trafił na rynek wtórny. Jeden z egzemplarzy należący dotąd do kierowcy z Wielkiej Brytanii w czerwcu 2021 wystawiony został na aukcji za kwotę 400 tysięcy funtów.

### Continental Flying Star
W oparciu o pierwszą generację Continentala GT powstała także wariacja zbudowana z innym włoskim rzemieślniczym studiem projektowym, Carrozzeria Touring Superleggera. W marcu 2010 roku podczas Geneva Motor Show przedstawione zostało 3-drzwiowe shooting brake o nazwie  Bentley Continental Flying Star, które zgodnie z charakterystyką tego typu nadwozi wyróżniło się ostro opadającą linią dachu, większą przestrzenią na głowy dla pasażerów drugiego rzędu siedzeń, wyraźnie zarysowanymi nadkolami i niewielką klapą bagażnika położoną pod bardziej pionowym kątem. Bagażnik zwiększył się z 358 do 400 litrów, z maksymalną pojemnością 1200 litrów. Charakterystycznym detalem tego modelu stały się tylne lampy o motywie podwójnej, poziomej kreski. Włoskie studio zbudowało łącznie 20 egzemplarzy specjalnego projektu.

### Silnik
- W12 6.0l Twin-turbo

## Druga generacja

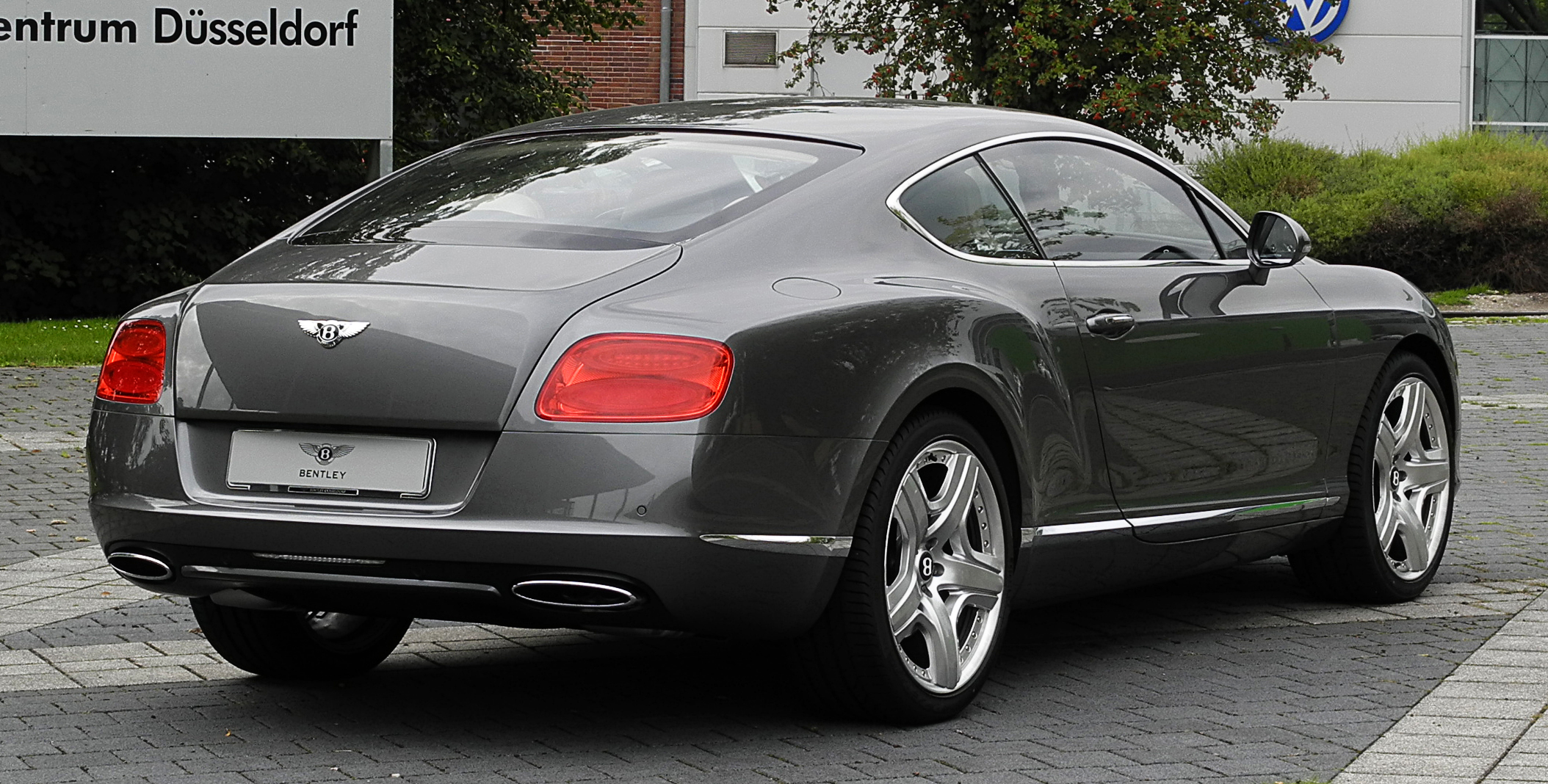
Bentley Continental GT II – tył

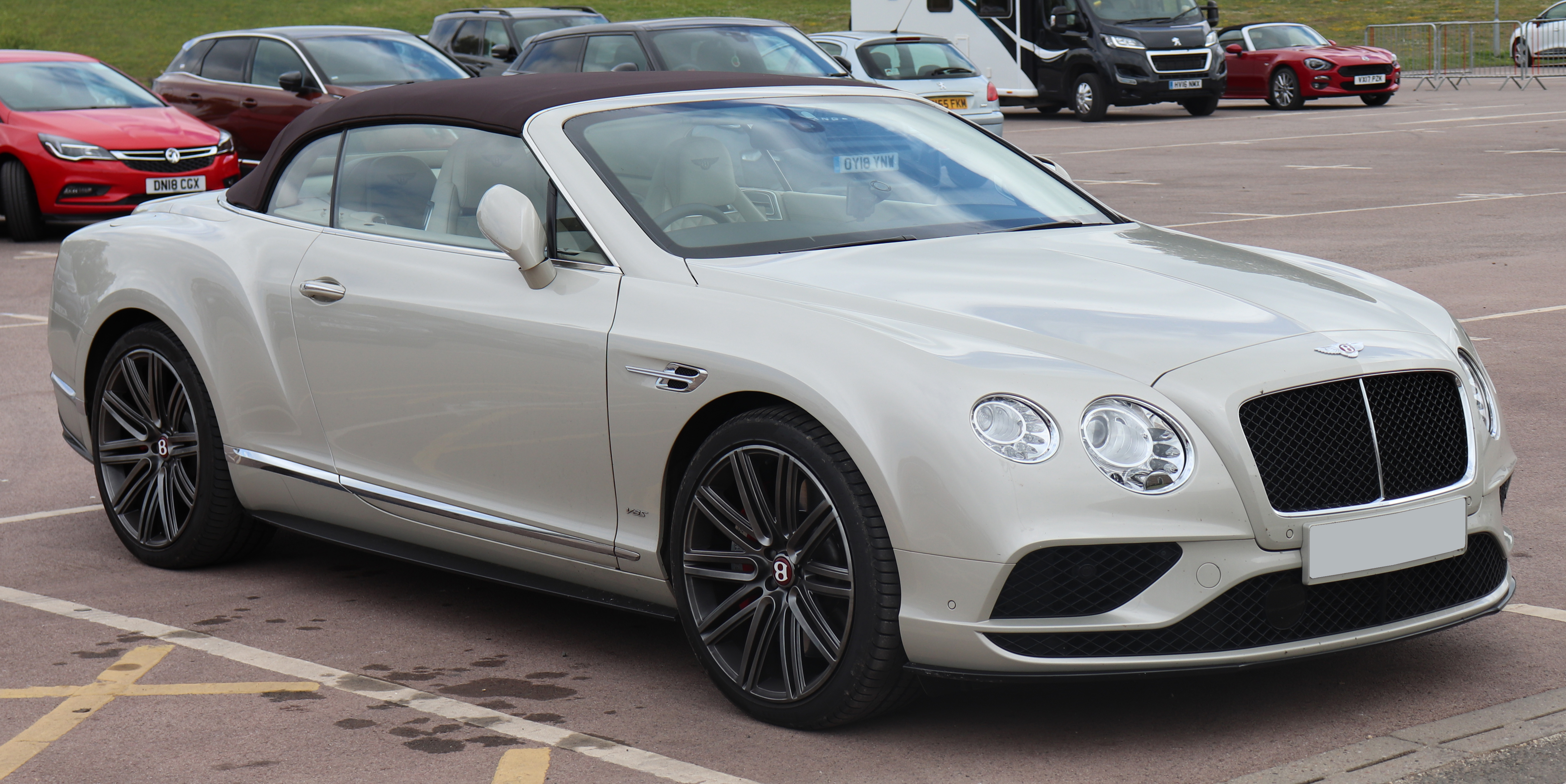
Bentley Continental GTC V8 II

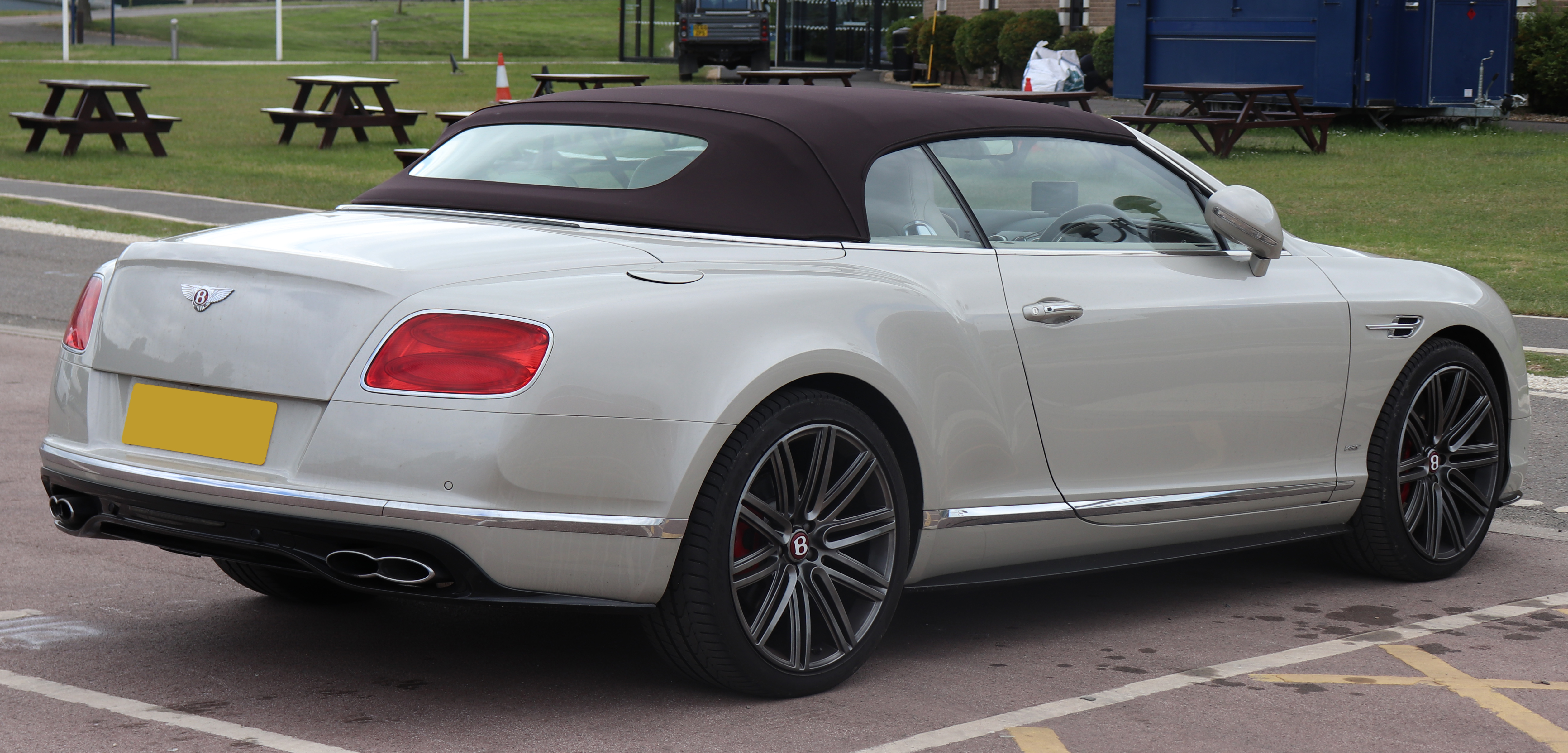
Bentley Continental GTC V8 II – tył

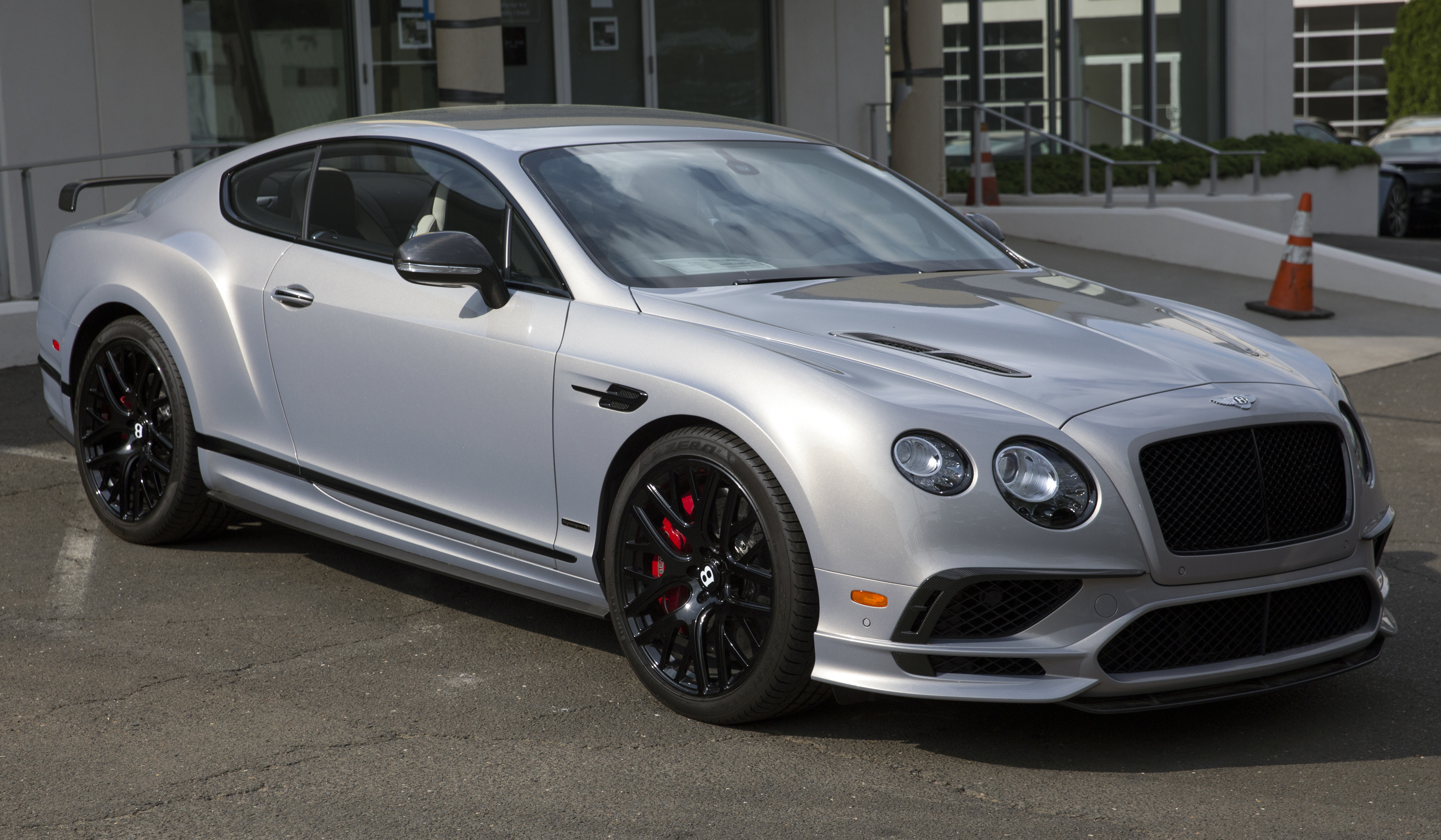
Bentley Continental II Supersports

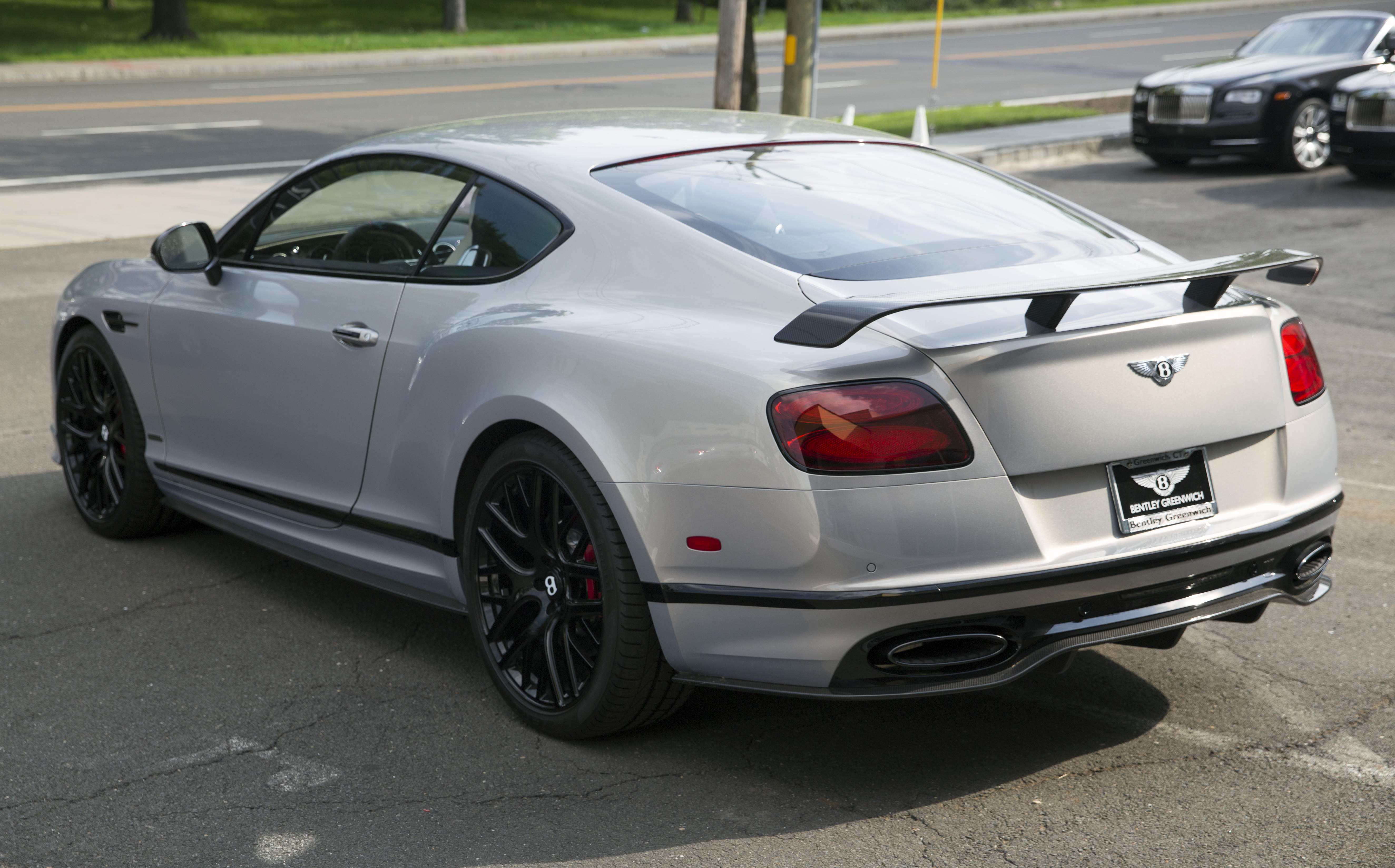
Bentley Continental II Supersports – tył

Bentley Continental GT II został zaprezentowany po raz pierwszy w 2010 roku.
Równo 8 lat po prezentacji dotychczasowego wcielenia Bentley przedstawił oficjalne zdjęcia i informacje na temat nowej generacji Continentala GT. Samochód zachował ewolucyjny zakres zmian w stylistyce, będąc kompleksowo zmodernizowaną konstrukcją opartą na unowocześnionej platformie D1 koncernu Volkswagen Group wykorzystaną już w poprzedniku. W porównaniu do niego, pojawiły się większe reflektory, bardziej muskularna sylwetka, węższe tylne lampy i szersza atrapa chłodnicy. Zmiany w płycie podłogowej pozwoliły wygospodarować obszerniejszą kabinę pasażerską, co przełożyło się także na szersze, wyższe i dłuższe nadwozie.
Kabina pasażerska przeszła ewolucyjny zakres zmian, dalej wyróżniając się masywną konsolą centralną oraz doborem zróżnicowanych materiałów wykończeniowych, na czele z różnymi odcieniami skóry oraz drewna. Aranżacja kabiny pasażerskiej została przeprojektowana pod kątem większej przestrzeni dla każdego podróżującego, na czele z tylnym rzędem, którego dwa niezależne fotele odtąd miały więcej miejsca na nogi dzięki cieńszym oparciom przednich siedzisk.
W ofercie ponownie pojawiła się wersja coupé, która utworzyła gamę nadwoziową w pierwszej kolejności. 2-drzwiowy kabriolet pod nazwą Bentley Continental GTC zadebiutował w sierpniu 2011 roku. Podobnie jak poprzednik, samochód wyposażony został w materiałowy składany dach, tym razem oferując więcej przestrzeni dla pasażerów drugiego rzędu siedzeń.

### Continental GT V8 S
W 2013 roku producent zaprezentował wersję Continental GT V8 S, do napędu której posłuży zmodyfikowana podwójnie doładowana 4-litrowa jednostka V8 generująca moc 528 KM oraz moment obrotowy na poziomie 680 Nm. Napęd przenoszony jest dalej przez 8-biegową skrzynię automatyczną na wszystkie koła. Wariant Coupe przyspiesza od 0 do 100 km/h w czasie 4,3 s, osiągając prędkość maksymalną 309 km/h. Dla wersji Cabrio wartości te wynoszą odpowiednio 4,5 s oraz 308 km/h.

### Continental Supersports
Podobnie jak w przypadku poprzednika, z końcem cyklu produkcyjnego drugiej generacji Continentala GT gamę wersji specjalnych zwieńczyła wyczynowa odmiana Supersports. Zadebiutowała ona w styczniu 2017 roku, wyróżniając się dedykowanym pakietem stylistycznym z ciemnymi wkładami reflektorów, większymi wlotami powietrza, dodatkowymi nakładkami na progi i dużym spojlerem tylnym. Dzięki zastosowaniu m.in. kutych felg i lekkich materiałów, Continental Supersports drugiej generacji był najlżejszą odmianą tego modelu z masą całkowitą 2280 kilogramów. Do napędu samochodu wykorzystano silnik W12 z podwójnym turbodoładowaniem i mocą 710 KM, która pozwoliła rozpędzić się do 100 km/h w 3,5 sekundy oraz osiągnąć prędkość maksymalną 336 km/h. W momencie premiery był to najszybszy model Bentleya w historii.

### Silniki
- V8 4.0l Twin-turbo – 507 KM (373 kW), 660 Nm
- V8 4.0l Twin-turbo – 528 KM (389 kW), 680 Nm (od 2014)
- W12 6.0l Twin-turbo – 575 KM (423 kW), 700 Nm
- W12 6.0l Twin-turbo – 590 KM (434 kW), 720 Nm (od 2015)
- W12 6.0l Twin-turbo – 625 KM (460 kW), 800 Nm (wersja speed)
- W12 6.0l Twin-turbo – 635 KM (467 kW), 820 Nm (od 2015)

## Trzecia generacja

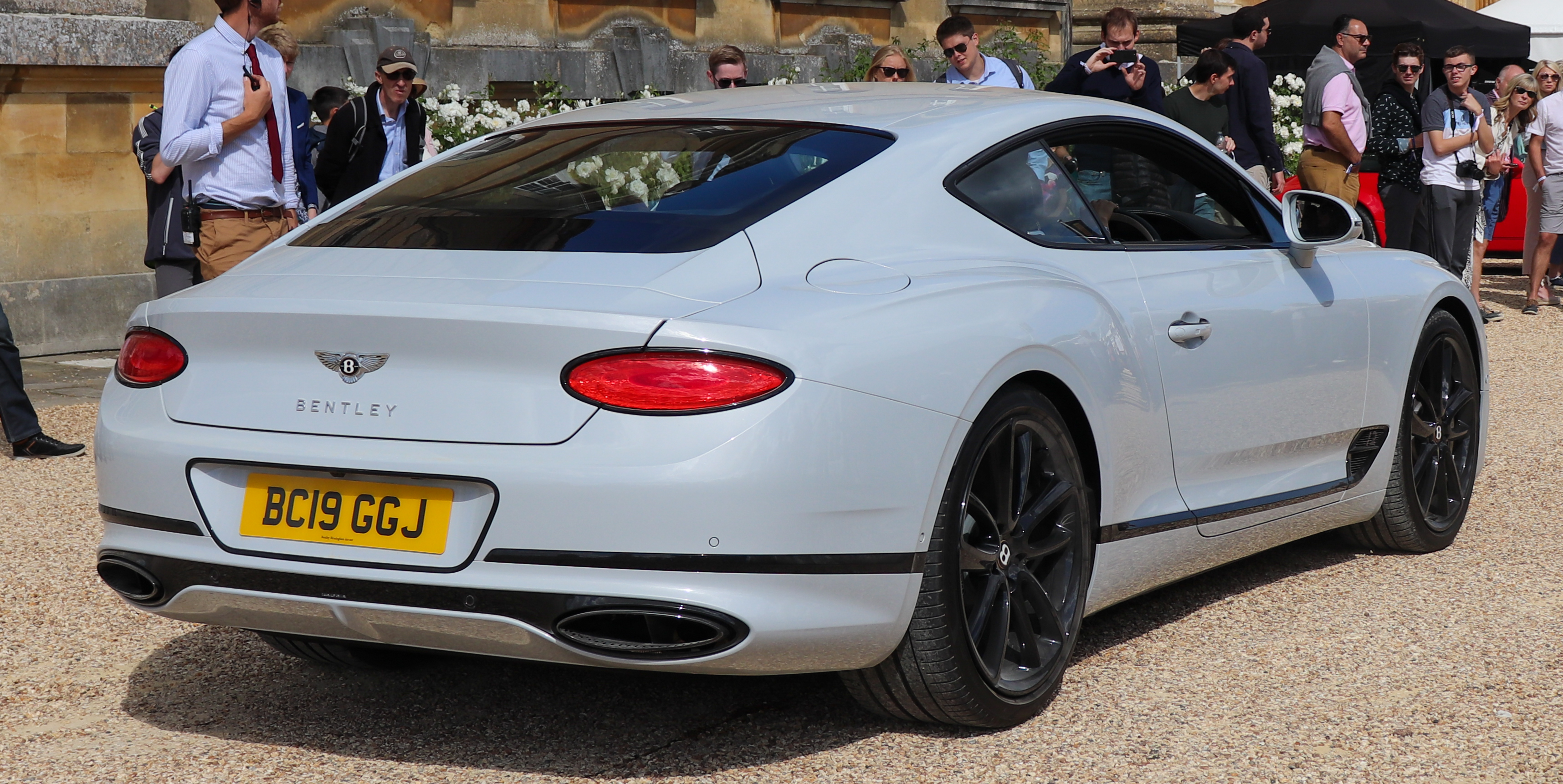
Bentley Continental GT III – tył

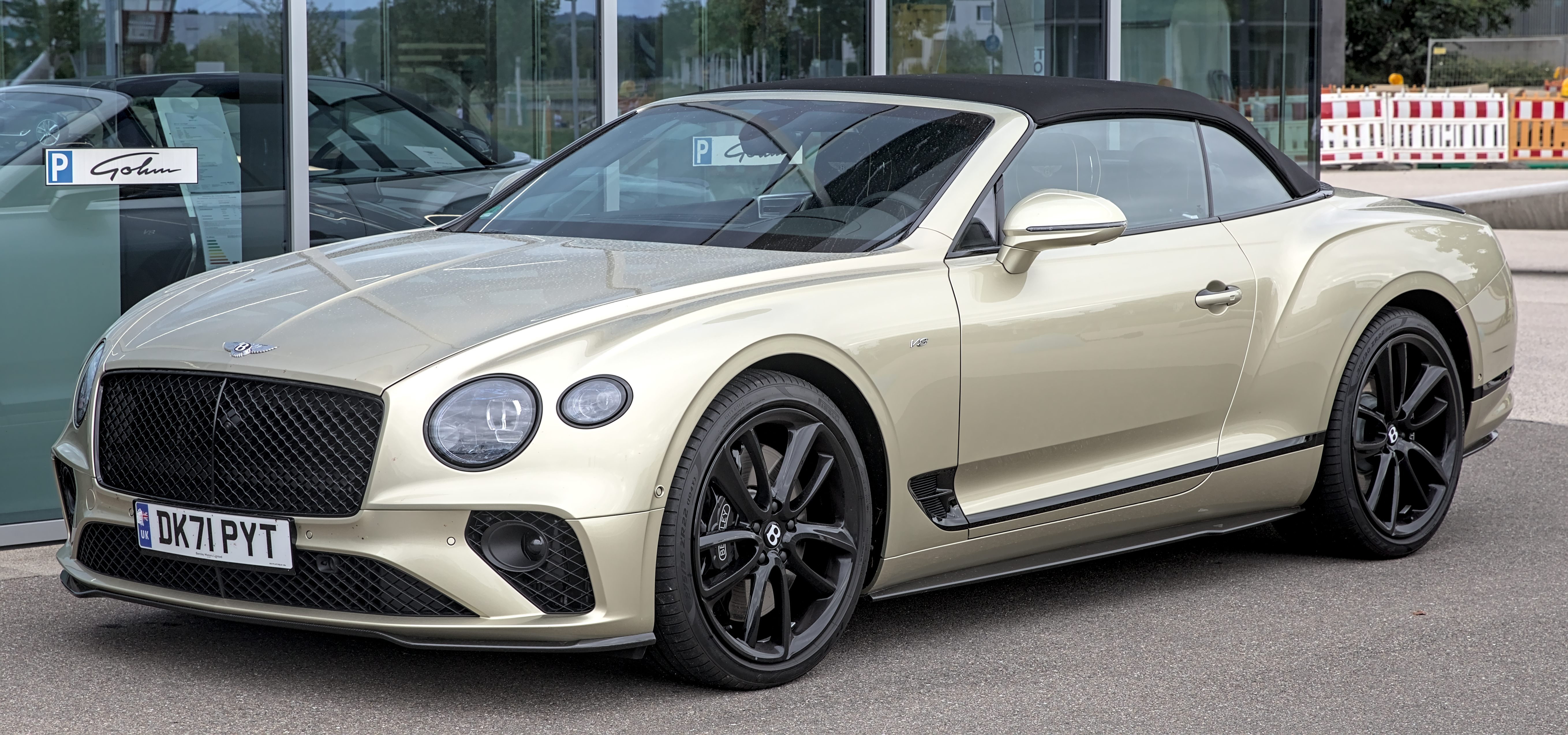
Bentley Continental GTC V8 III

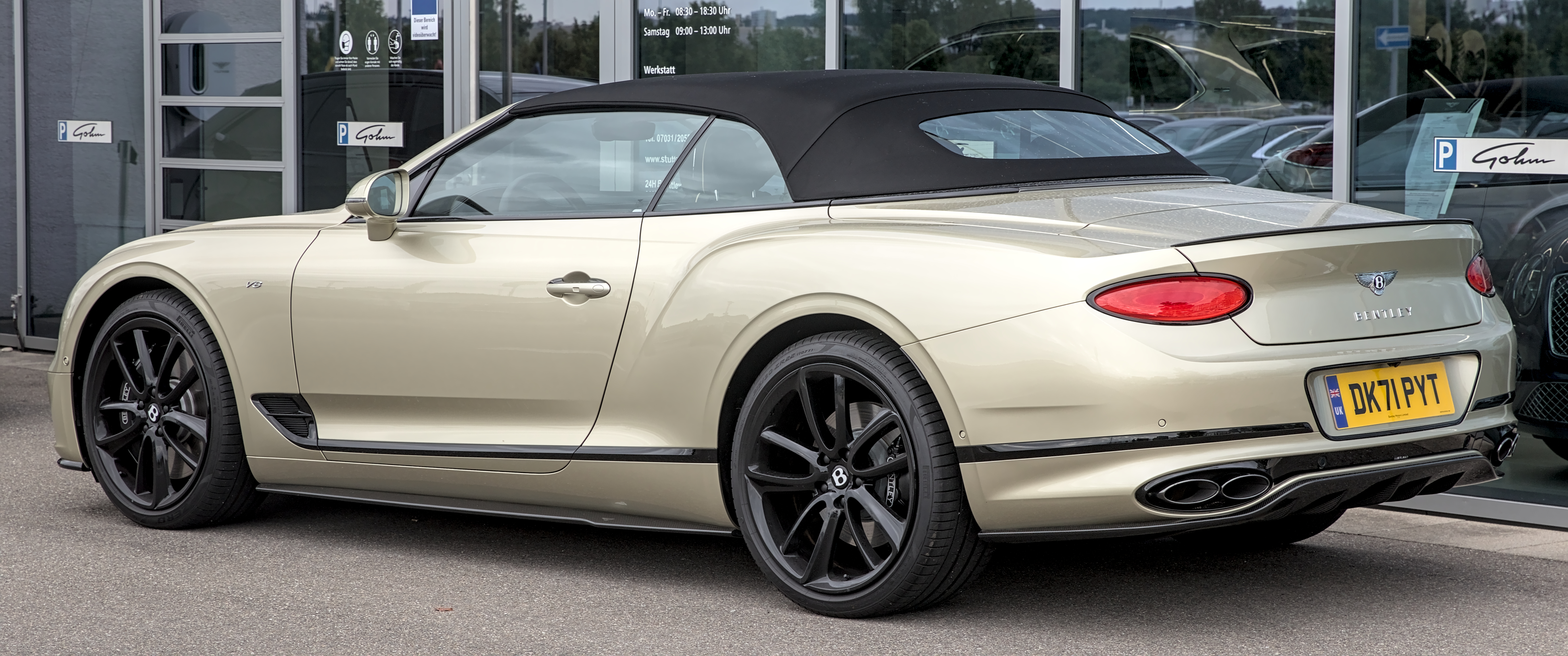
Bentley Continental GTC V8 III – tył

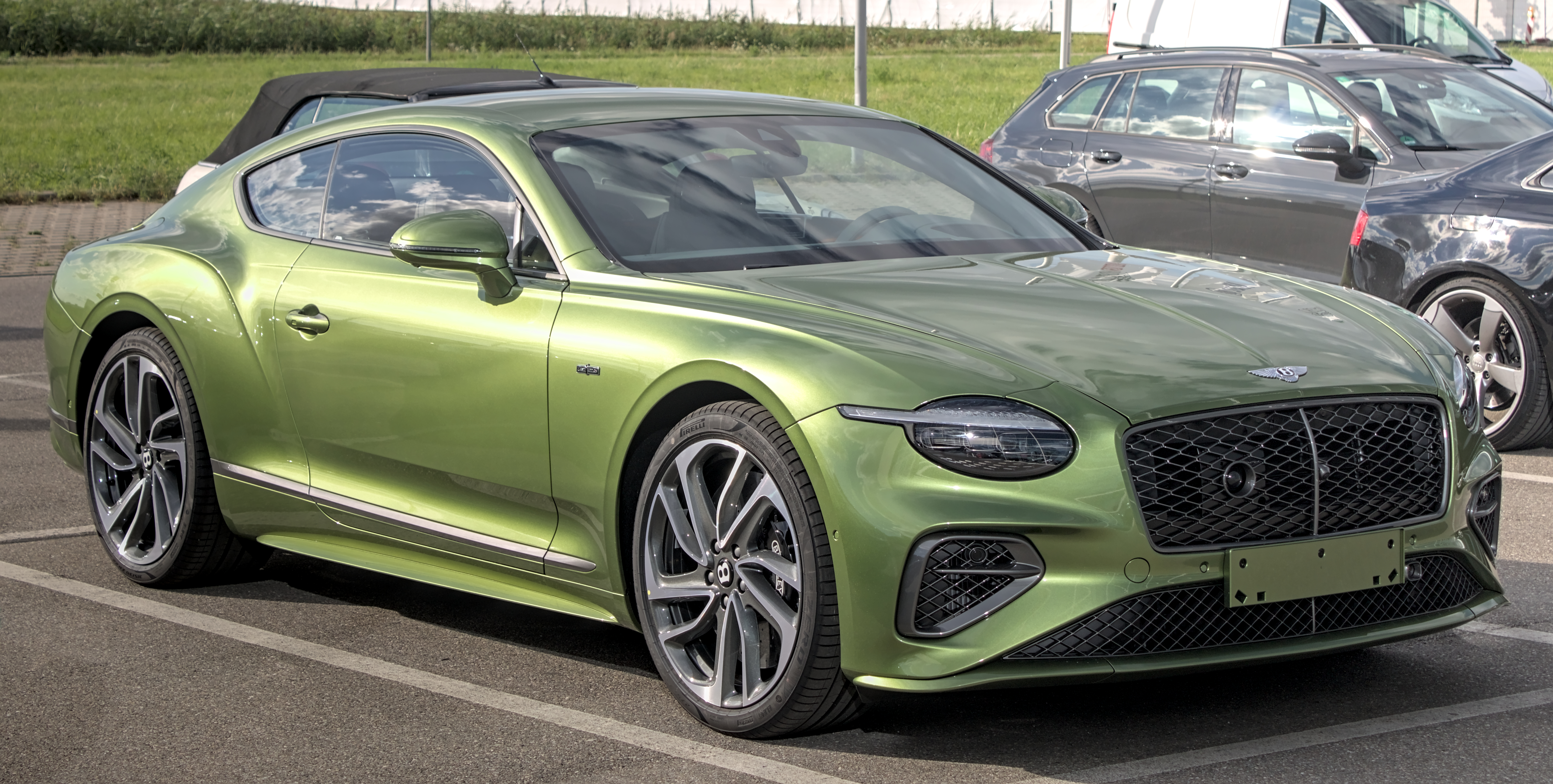
Bentley Continental GT III po liftingu

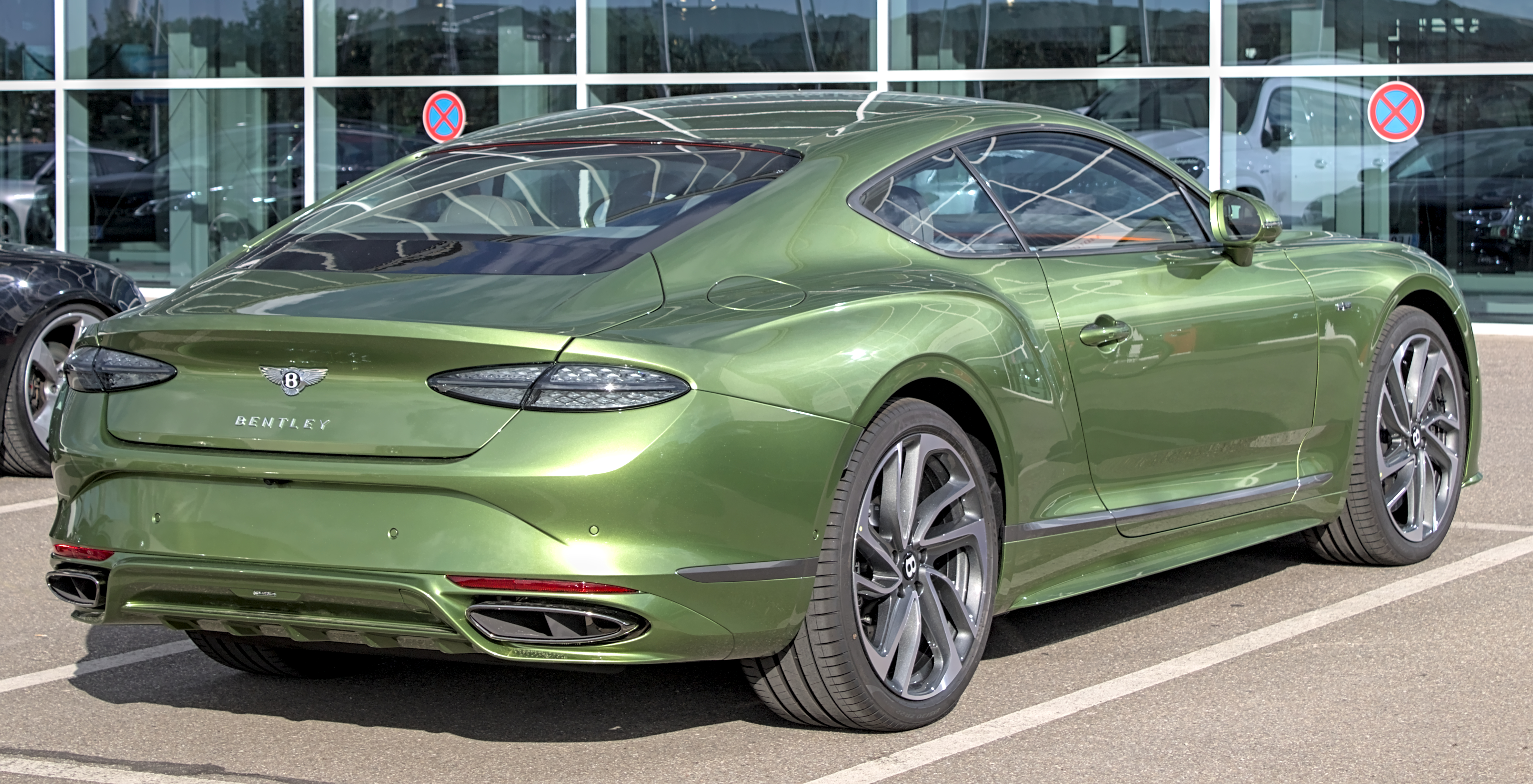
Bentley Continental GTC III – tył po liftingu

Bentley Continental GT III został zaprezentowany po raz pierwszy w 2017 roku.
Continental GT trzeciej generacji został zaprezentowany 7 lat po premierze dotychczasowego wcielenia, tym razem powstając od podstaw jako zupełnie nowa konstrukcja brytyjskiej firmy oparta na nowej platformie MSB współdzielonej z Porsche Panamerą. W porównaniu do poprzednika, samochód zyskał bardziej awangardową sylwetkę, zdobioną jeszcze większą ilością chromu i wyraźnie zaakcentowanymi przetłoczeniami. Pojawiły się większe przednie reflektory, szersze nadkola i zupełnie inaczej wyglądający tył. Odtąd, zdobią go wąskie, owalnopodobne lampy, zrywające z wizerunkiem dotychczasowych dwóch wcieleń. Choć Continental GT III jest dłuższy, szerszy i ma większy rozstaw osi, to konstruktorom Bentleya udało się obniżyć masę całkowitą do nieco ponad 2,2 tony.
Zupełnie nowy projekt stylistyczny pojawił się także w środku. Dominującym elementem kokpitu jest ekran dotykowy w konsoli centralnej, który służy do obsługi systemu multimedialnego, nawigacji satelitarnej i radia. Jest on chowany pod klapką wykończoną z drewna i chromu, która tworzy optycznie integralną całość z resztą deski rozdzielczej.
Samochód trafił do regularnej sprzedaży na początku 2018 roku. Z kolei jesienią tego samego roku, ofertę tradycyjnie poszerzyła odmiana kabriolet, która otrzymała nazwę Bentley Continental GTC. Miękki składany dach składa się w 18 sekund i pozwala poruszać się w trakcie tej czynności z prędkością ograniczoną do 50 km/h.
Do napędu trzeciej generacji Continentala GT wykorzystane zostały dwie, podwójnie turbodoładowane jednostki do wyboru: podstawowe V8 o pojemności 4 litrów lub W12 o pojemności 6 litrów. Początkowo dostępny był tylko topowy, zmodernizowany silnik połączony ze zmodernizowanym 8-biegowym DSG rozwija moc maksymalną 635 KM i 900 Nm maksymalnego momentu obrotowego. W 2019 roku gamę uzupełniło V8 z nowym systemem dezaktywacji cylindrów, które tym razem rozwinęło moc 550 KM przy 770 Nm maksymalnego momentu obrotowego. W 2021 z kolei ofertę tradycyjnie wzbogacił także wariant Speed. Ten rozwija moc 659 KM i 900 Nm maksymalnego momentu obrotowego, wyróżniając się też dedykowanym pakietem stylistycznym z większą ilością czerni.

### Lifting
W czerwcu 2024 zaprezentowany został model po gruntownej restylizacji. Z przodu Contiental GT zyskał przeprojektowany zderzak i osłonę chłodnicy, a także zintegrowany klosz reflektorów z charakterystycznym pasem LED przecinającym go przy górnej krawędzi w stylu modelu Batur. Przemodelowano także tylny zderzak i zastosowano większe, bardziej przysadziste owalne reflektory. Wewnątrz producent wprowadził nowe materiały wykończeniowe, a w gamie wariantów napędowych po raz pierwszy zastosowano wariant hybrydowy typu plug-in o mocy 771 KM zastępujące dotychczasowe spalinowe jednostki.

### Silniki
2018-2024:
- V8 4.0l Twin-turbo
- W12 6.0l Twin-turbo

od 2024:
- V8 4.0l Ultra Pefrormance Hybrid